# Établissement urbain de Nikolski (raïon de Podporojié)
L'établissement urbain de Nikolski  (en russe : Нико́льское городско́е поселе́ние) est une entité municipale de Russie formée en 2006, du raïon de Podporojié dans l'oblast de Léningrad. Son siège administratif est la commune urbaine de Nikolski.

## Population
Recensements (*) et estimations de la population:
| 2010* | 2021* | - | - |
| ----- | ----- | - | - |
| 3 039 | 2 555 | - | - |

## Localités
L'établissement urbain compte 2 localités.
| Nom      | Nom russe  | Statut                        | Population (2017) |
| -------- | ---------- | ----------------------------- | ----------------- |
| Nikolski | Никольский | commune urbaine               | 2456              |
| Svir     | Свирь      | possiolok de gare ferroviaire | 50                |